# Маркус Рашфорд
Ма́ркус Ра́шфорд (англ. Marcus Rashford; нар. 31 жовтня 1997, Манчестер, Англія) — англійський футболіст, нападник клубу «Барселона» і збірної Англії.

## Клубна кар'єра

### «Флетчер Мосс»
Решфорд починав в маленькому клубі «Флетчер Мосс» — рідній команді Веса Брауна і Денні Велбека. У 2014-му на підписання Маркуса претендував «Манчестер Сіті», але дитяча прихильність до «Юнайтед» виявилася сильнішою.

### «Манчестер Юнайтед»
У сезоні 2014—2015 Маркус у складі юнацької команди (U-18) «Манчестер Юнайтед» забив 13 голів в 25 матчах, у вересні оформив дубль у першому матчі Юнацької ліги УЄФА проти «ПСВ» (3:0), а в грудні відзначився вже за молодіжну команду (U-21).
25 лютого 2016 року дебютував за основний склад «Манчестер Юнайтед» у грі Ліги Європи проти «Мідтьюлланна» й відзначився двома голами, ставши найкращим гравцем матчу. Маркус побив рекорд Джорджа Беста, ставши наймолодшим гравцем «МЮ», який забив у єврокубках. Йому було 18 років і 117 днів, Бесту — 18 років і 158 днів.
У першому своєму матчі в англійській Прем'єр-лізі 28 лютого 2016 року, у грі проти «Арсенала», відзначився дублем у ворота Петра Чеха та результативною передачею. Забив єдиний гол у Манчестерському дербі на 16 хвилині матчу. Забив гол у чвертьфіналі кубка Англії у ворота «Вест Гем Юнайтед». У 34-му турі Чемпіонату Англії забив гол у ворота «Астон Вілли». Зіграв у переможному для «Манчестер Юнайтеда» фіналі Кубка Англії 2015/16.
Із сезону 2016/17 юний нападник став з'являтися на полі майже у кожній грі і регулярно забивати. Відзначився 11 голами у 53 іграх в усіх турнірах.
Наступного сезону покращив свою результативність — 13 голів у 52 матчах.
У сезоні 2018/19 отримав новий номер 10 під яким раніше виступав Златан Ібрагімович.
Перед початком наступного сезону, Маркус підписав з «Манчестер Юнайтед» новий контракт до 2023 року. 11 серпня 2019 року записав до свого активу «дубль» у переможному матчі 4:0 проти «Челсі».
28 жовтня 2020 року у матчі групового етапу Ліги чемпіонів Рашфорд оформив хет-трик у матчі проти німецького клубу РБ Лейпциг.
4 вересня 2022 року оформив дубль у грі проти «Арсенала». 30 жовтня Маркус у матчі проти «Вест Гем Юнайтед» забив свій 100-й гол у Прем'єр-лізі.» За підсумками сезону Маркус став найкращим гравцем року клубу за версією фанатів та гравців команди.
На початку сезону 2023/24 Рашфорд уклав новий п'ятирічний контракт із клубом.

#### Оренда «Астон Вілли»
2 лютого 2025 року на правах оренди перейшов до команди «Астон Вілла».

#### Оренда «Барселони»
23 липня 2025 року на правах оренди перейшов до іспанського клубу «Барселона».

## Кар'єра в збірній
Виступав за юнацькі збірні Англії до 16 і до 18 років.
6 вересня 2016 року 18-річний на той момент гравець дебютував у складі молодіжної збірної U-21 у грі проти норвезьких однолітків. Зробивши у цій грі хет-трик, довів, що за своєю грою вже переріс рівень «молодіжки», і більше до її лав не викликався, зосередившись на грі за національну збірну.
Цікаво, що на момент дебюту за молодіжну збірну Рашфорд не лише встиг пограти за головну збірну Англії, але й стати у її складі учасником великого міжнародного турніру. Дебютував у національній збірній 27 травня 2016 року, вийшовши на заміну у товариській грі проти збірної Австралії. Перших трьох хвилин на полі у тій зустрічі виявилося достатньо аби Рашфорд став автором забитого м'яча, ставши таким чином у віці 18 років і неповних 7 місяців наймолодшим гравцем англійської збірної, що відзначався голом у своєму дебютному матчі. Попередній рекорд належав Томмі Лоутону і тримався з 1938 року. У червні того ж року все ще 18-річний нападник не лише був заявлений для участі у тогорічному чемпіонаті Європи, але й виходив у складі збірної на заміну у грі групового етапу проти валлійців та у програному ісландцям матчі 1/8 фіналу.
16 травня 2018 року вже 20-річний Рашфорд був включений до заявки національної команди на чемпіонат світу 2018.

## Статистика виступів

### Клубна
Станом на 22 квітня 2025
| Клуб                 | Сезон             | Ліга              | Ліга  | Ліга | Кубок | Кубок | Кубок ліги | Кубок ліги | Єврокубки | Єврокубки | Інші змагання | Інші змагання | Усього | Усього |
| Клуб                 | Сезон             | Дивізіон          | Матчі | Голи | Матчі | Голи  | Матчі      | Голи       | Матчі     | Голи      | Матчі         | Голи          | Матчі  | Голи   |
| -------------------- | ----------------- | ----------------- | ----- | ---- | ----- | ----- | ---------- | ---------- | --------- | --------- | ------------- | ------------- | ------ | ------ |
| Манчестер Юнайтед    | 2015–16           | Прем'єр-ліга      | 11    | 5    | 4     | 1     | 0          | 0          | 3         | 2         | —             | —             | 18     | 8      |
| Манчестер Юнайтед    | 2016–17           | Прем'єр-ліга      | 32    | 5    | 3     | 3     | 6          | 1          | 11        | 2         | 1             | 0             | 53     | 11     |
| Манчестер Юнайтед    | 2017–18           | Прем'єр-ліга      | 35    | 7    | 5     | 1     | 3          | 2          | 8         | 3         | 1             | 0             | 52     | 13     |
| Манчестер Юнайтед    | 2018–19           | Прем'єр-ліга      | 33    | 10   | 4     | 1     | 0          | 0          | 10        | 2         | —             | —             | 47     | 13     |
| Манчестер Юнайтед    | 2019–20           | Прем'єр-ліга      | 31    | 17   | 4     | 0     | 3          | 4          | 6         | 1         | —             | —             | 44     | 22     |
| Манчестер Юнайтед    | 2020–21           | Прем'єр-ліга      | 37    | 11   | 3     | 1     | 4          | 1          | 13        | 8         | —             | —             | 57     | 21     |
| Манчестер Юнайтед    | 2021–22           | Прем'єр-ліга      | 25    | 4    | 2     | 0     | 0          | 0          | 5         | 1         | —             | —             | 32     | 5      |
| Манчестер Юнайтед    | 2022–23           | Прем'єр-ліга      | 26    | 14   | 3     | 1     | 6          | 6          | 7         | 5         |               |               | 42     | 26     |
| Манчестер Юнайтед    | 2023–24           | Прем'єр-ліга      | 33    | 7    | 5     | 1     | 1          | 0          | 4         | 0         | —             | —             | 43     | 8      |
| Манчестер Юнайтед    | 2024–25           | Прем'єр-ліга      | 15    | 4    | 0     | 0     | 2          | 2          | 6         | 1         | 1             | 0             | 24     | 7      |
| Манчестер Юнайтед    | Разом             | Разом             | 287   | 87   | 36    | 9     | 25         | 16         | 75        | 26        | 3             | 0             | 426    | 138    |
| Астон Вілла (оренда) | 2024–25           | Прем'єр-ліга      | 10    | 2    | 3     | 2     | —          | —          | 4         | 0         | —             | —             | 17     | 4      |
| Барселона (оренда)   | 2025–26           | Ла-Ліга           | 0     | 0    | 0     | 0     | —          | —          | 0         | 0         | 0             | 0             | 0      | 0      |
| Усього за кар'єру    | Усього за кар'єру | Усього за кар'єру | 297   | 89   | 39    | 11    | 25         | 16         | 79        | 26        | 3             | 0             | 443    | 142    |

### Збірна
Станом на 21 листопада 2022 року
| Дата       | Місто           | Господарі  | Результат               | Гості      | Турнір                                    | Голи | Примітки |
| ---------- | --------------- | ---------- | ----------------------- | ---------- | ----------------------------------------- | ---- | -------- |
| 27-5-2016  | Сандерленд      | Англія     | 2 – 1                   | Австралія  | товариський матч                          | 1    | 63'      |
| 16-6-2016  | Ланс            | Англія     | 2 – 1                   | Уельс      | ЧЄ 2016 - 1-й етап                        | -    | 73'      |
| 27-6-2016  | Ніцца           | Англія     | 1 – 2                   | Ісландія   | ЧЄ 2016 - 1/8 фіналу                      | -    | 87'      |
| 8-10-2016  | Лондон          | Англія     | 2 – 0                   | Мальта     | Відбір до ЧС 2018                         | -    | 68'      |
| 11-10-2016 | Любляна         | Словенія   | 0 – 0                   | Англія     | Відбір до ЧС 2018                         | -    | 82'      |
| 15-11-2016 | Лондон          | Англія     | 2 – 2                   | Іспанія    | товариський матч                          | -    | 67'      |
| 22-3-2017  | Дортмунд        | Німеччина  | 1 – 0                   | Англія     | товариський матч                          | -    | 69'      |
| 26-3-2017  | Лондон          | Англія     | 2 – 0                   | Литва      | Відбір до ЧС 2018                         | -    | 60'      |
| 10-6-2017  | Глазго          | Шотландія  | 2 – 2                   | Англія     | Відбір до ЧС 2018                         | -    | 65'      |
| 1-9-2017   | Та-Калі         | Мальта     | 0 – 4                   | Англія     | Відбір до ЧС 2018                         | -    | 46'      |
| 4-9-2017   | Лондон          | Англія     | 2 – 1                   | Словаччина | Відбір до ЧС 2018                         | 1    | 84'      |
| 5-10-2017  | Лондон          | Англія     | 1 – 0                   | Словенія   | Відбір до ЧС 2018                         | -    |          |
| 8-10-2017  | Трнава          | Литва      | 0 – 1                   | Англія     | Відбір до ЧС 2018                         | -    | 72'      |
| 11-11-2017 | Лондон          | Англія     | 0 – 0                   | Німеччина  | товариський матч                          | -    | 59'      |
| 14-11-2017 | Лондон          | Англія     | 0 – 0                   | Бразилія   | товариський матч                          | -    | 75'      |
| 23-3-2018  | Амстердам       | Нідерланди | 0 – 1                   | Англія     | товариський матч                          | -    | 68'      |
| 27-3-2018  | Лондон          | Англія     | 1 – 1                   | Італія     | товариський матч                          | -    | 70'      |
| 2-6-2018   | Лондон          | Англія     | 2 – 1                   | Нігерія    | товариський матч                          | -    | 74'      |
| 7-6-2018   | Лідс            | Англія     | 2 – 0                   | Коста-Рика | товариський матч                          | 1    |          |
| 18-6-2018  | Волгоград       | Туніс      | 1 – 2                   | Англія     | ЧС 2018 - груповий етап                   | -    | 68'      |
| 28-6-2018  | Калінінград     | Англія     | 0 – 1                   | Бельгія    | ЧС 2018 - груповий етап                   | -    |          |
| 3-7-2018   | Москва          | Колумбія   | 1 – 1 д.ч. (3 - 4 п.п.) | Англія     | ЧС 2018 - 1/8 фіналу                      | -    | 113'     |
| 7-7-2018   | Самара          | Швеція     | 0 – 2                   | Англія     | ЧС 2018 - чвертьфінал                     | -    | 90+1'    |
| 11-7-2018  | Москва          | Хорватія   | 2 – 1 д.ч.              | Англія     | ЧС 2018 - півфінал                        | -    | 74'      |
| 14-7-2018  | Санкт-Петербург | Бельгія    | 2 – 0                   | Англія     | ЧС 2018 - 3-тє місце                      | -    | 45'      |
| 8-9-2018   | Лондон          | Англія     | 1 – 2                   | Іспанія    | Ліга націй УЄФА 2018—2019 - груповий етап | 1    | 90+4'    |
| 11-9-2018  | Лестер          | Англія     | 1 – 0                   | Швейцарія  | товариський матч                          | 1    |          |
| 12-10-2018 | Рієка           | Хорватія   | 0 – 0                   | Англія     | Ліга націй УЄФА 2018—2019 - груповий етап | -    |          |
| 15-10-2018 | Севілья         | Іспанія    | 2 – 3                   | Англія     | Ліга націй УЄФА 2018—2019 - груповий етап | 1    |          |
| 15-11-2018 | Лондон          | Англія     | 3 – 0                   | США        | товариський матч                          | -    | 79'      |
| 18-11-2018 | Лондон          | Англія     | 2 – 1                   | Хорватія   | Ліга націй УЄФА 2018—2019 - груповий етап | -    | 73'      |
| 6-6-2019   | Гімарайнш       | Нідерланди | 3 – 1 д.ч.              | Англія     | Ліга націй УЄФА 2018—2019 - півфінал      | 1    | 46'      |
| 7-9-2019   | Лондон          | Англія     | 4 – 0                   | Болгарія   | Відбір до ЧЄ 2020                         | -    |          |
| 10-9-2019  | Саутгемптон     | Англія     | 5 – 3                   | Косово     | Відбір до ЧЄ 2020                         | -    | 85'      |
| 11-10-2019 | Прага           | Чехія      | 2 – 1                   | Англія     | Відбір до ЧЄ 2020                         | -    | 73'      |
| 14-10-2019 | Софія           | Болгарія   | 0 – 6                   | Англія     | Відбір до ЧЄ 2020                         | 1    | 76'      |
| 14-11-2019 | Лондон          | Англія     | 7 – 0                   | Чорногорія | Відбір до ЧЄ 2020                         | 1    | 33'      |
| 17-11-2019 | Приштина        | Косово     | 0 – 4                   | Англія     | Відбір до ЧЄ 2020                         | 1    | 59'      |
| 11-10-2020 | Лондон          | Англія     | 2 – 1                   | Бельгія    | Ліга націй УЄФА 2020—2021 - груповий етап | 1    |          |
| 14-10-2020 | Лондон          | Англія     | 0 – 1                   | Данія      | Ліга націй УЄФА 2020—2021 - груповий етап | -    | 72'      |
| 6-6-2021   | Мідлсбро        | Англія     | 1 – 0                   | Румунія    | товариський матч                          | 1    | cap. 75' |
| 13-6-2021  | Лондон          | Англія     | 1 – 0                   | Хорватія   | ЧЄ 2020 - груповий етап                   | -    | 71'      |
| 18-6-2021  | Лондон          | Англія     | 0 – 0                   | Шотландія  | ЧЄ 2020 - груповий етап                   | -    | 74'      |
| 22-6-2021  | Лондон          | Чехія      | 0 – 1                   | Англія     | ЧЄ 2020 - груповий етап                   | -    | 67'      |
| 3-7-2021   | Рим             | Україна    | 0 – 4                   | Англія     | ЧЄ 2020 - чвертьфінал                     | -    | 65'      |
| 11-7-2021  | Лондон          | Італія     | 1 – 1 д.ч. (3 – 2 п.п.) | Англія     | ЧЄ 2020 - фінал                           | -    | 120'     |
| 21-11-2022 | Ер-Райян        | Англія     | 6 – 2                   | Іран       | ЧС 2022 - груповий етап                   | 1    | 70'      |
| Усього     |                 | Матчів     | 47                      |            | Голів                                     | 13   |          |

| Дата     | Місто     | Господарі | Результат | Гості    | Турнір                             | Голи | Примітки |
| -------- | --------- | --------- | --------- | -------- | ---------------------------------- | ---- | -------- |
| 6-9-2016 | Колчестер | Англія    | 6 – 1     | Норвегія | Кваліфікація молодіжного Євро-2017 | 3    | 84'      |
| Усього   |           | Матчів    | 1         |          | Голів                              | 3    |          |

## Титули і досягнення

### Командні
- Володар Кубка Англії: 2016, 2024
- Володар Суперкубка Англії: 2016
- Володар Кубка Футбольної ліги: 2017, 2023
- Переможець Ліги Європи УЄФА: 2016–17
- Віце-чемпіон Європи: 2020

## Особисте життя
У Маркуса є три брати і сестра. На момент свого дебюту в основному складі «Манчестер Юнайтед» в лютому 2016 року він проживав зі своєю матір'ю Мел в південному Манчестері.